# Sworn Enemy
A Sworn Enemy amerikai hardcore punk, metalcore, thrash metal, groove metal, crossover thrash együttes.

## Története
1997-ben alakultak Queens-ben, "Mindset" néven. A Mindset név alatt egy demót és egy kislemezt jelentettek meg, illetve közreműködtek egy válogatáslemezhez. A kislemez kiadása után kiderült, hogy Mindset név alatt már egy másik együttes is működik, így Sworn Enemy-re változott a zenekar neve. Az új név alatt első kiadványuk egy 2001-es EP volt. 2003-ban leszerződtek az Elektra Recordshoz. Ugyanebben az évben megjelentetett első stúdióalbumuk már sokkal inkább thrash metal hatást mutatott. Azóta is folyamatosan adnak ki lemezeket, eddigi utolsó stúdióalbumuk 2019-ben jelent meg.

## Tagok
- Sal Lococo - ének (1997–)
- Matt Garzilli - gitár (2012–)
- Mike Pucciarelli- basszusgitár (2012–)
- Jeff Cummings - gitár (2012–)
- Taykwuan Jackson- dob (2015–)

## Korábbi tagok
- Lorenzo Antonucci - gitár (1997-2009)
- Mike Raffinello - gitár (1997-2005)
- Jamin Hunt - basszusgitár (2005-2008) gitár (2008-2012)
- Anthony Paganini - basszusgitár (2011-2012)
- Mike Couls - basszusgitár (2001-2005)
- Mike Palmer - basszusgitár (1997-1998)
- Jimmy Sagos - basszusgitár (1998-2001)
- Sid Awesome - basszusgitár (2008-2012)
- Paul Antignani - dob (2002-2008; 2018-ban elhunyt)
- Jerad "JRad" Buckwalter - dob (2009-2012)
- Timmy Mycek - dob (2001-2002)
- Paul Wallmaker - dob (1998-2001)
- Zoli - dob (1997-1998)
- Danny Lamagna - dob (2012-2015)
- Jordan Mancino - dob (2008-2009)

## Diszkográfia
Mindset néven
- New Found Hope II - The First Amendment (közreműködés, 1997)
- Demo (1998)
- State of Mind (kislemez, 1998)

Sworn Enemy néven
- Negative Outlook (EP, 2001)
- Integrity Defines Strength (EP, 2002)
- As Real as It Gets (2003)
- Internet Promo (demó, 2005)
- The Beginning of the End (2006)
- Maniacal (2007)
- Total World Domination (2009)
- Living on Borrowed Time (2014)
- Gamechanger (2019)[3]